# Broissia
Broissia ist eine französische Gemeinde im Département Jura in der Region Bourgogne-Franche-Comté. Sie gehört zum Arrondissement Lons-le-Saunier und zum Kanton Saint-Amour.
Die Nachbargemeinden sind Villechantria im Norden, Montlainsia mit Montagna-le-Templier im Osten, Montfleur im Süden sowie Val Suran mit Bourcia im Westen
|  |  |

## Bevölkerungsentwicklung
| Jahr                       | 1962 | 1968 | 1975 | 1982 | 1990 | 1999 | 2008 | 2017 |
| Einwohner                  | 55   | 58   | 41   | 33   | 31   | 37   | 50   | 65   |
| Quellen: Cassini und INSEE |      |      |      |      |      |      |      |      |